# 오비터 (시뮬레이터)
오비터(Orbiter)는 현실적인 뉴턴 물리학을 이용하여 우주 비행을 시뮬레이션하기 위해 개발된 우주 비행 시뮬레이터 프로그램이다. 시뮬레이터는 2000년 11월 27일에 출시되었다. "오비터 2016"이라는 라벨이 붙은 최신 버전은 2016년 8월 30일에 출시되었으며, 이는 2010년 이후 시뮬레이터의 첫 번째 새 버전이다. 2021년 7월 27일, 슈바이거 박사는 오비터가 오픈 소스 MIT 라이선스에 따라 게시되고 있다고 오비터 커뮤니티에 발표했다.
오비터는 유니버시티 칼리지 런던 컴퓨터 공학부 선임 연구원 마틴 슈바이거(Martin Schweiger)가 당시 우주 비행 시뮬레이터로는 현실적인 물리 기반 비행 모델이 부족하다고 느꼈고, 물리학 개념의 학습을 즐겁게 만들어 줄 수 있는 시뮬레이터를 작성하기로 결정하여 개발했다. 이는 교실에서 교육 보조 도구로 사용되었으며, 추가 기능 개발자 커뮤니티는 사용자가 다양한 실제 및 가상 우주선을 조종하고 새로운 행성 또는 행성계를 추가할 수 있도록 다양한 추가 기능을 만들었다.